# رایفل (کلرادو)
ریفل (به انگلیسی: Rifle) شهری در ایالت کلرادو کشور ایالات متحده آمریکا است که جمعیت آن در سرشماری سال ۲۰۱۰ میلادی، ۹٬۱۷۲ نفر بوده‌است.